# Marian Einbacher
Marian Einbacher (Poznań, 8 januari 1900 – Auschwitz, 12 januari 1943) was een Pools voetballer. Einbacher speelde gedurende zijn volledige carrière voor Warta Poznań. Tijdens de Tweede Wereldoorlog werd Einbacher gearresteerd en naar het concentratiekamp Auschwitz gebracht, waar hij in 1943 overleed.
Einbacher speelde één wedstrijd voor het Pools voetbalelftal, welke tevens de eerste officiële wedstrijd voor het land was. Deze vond plaats op 18 december 1921 tegen Hongarije.